# Impasto (ceràmica)

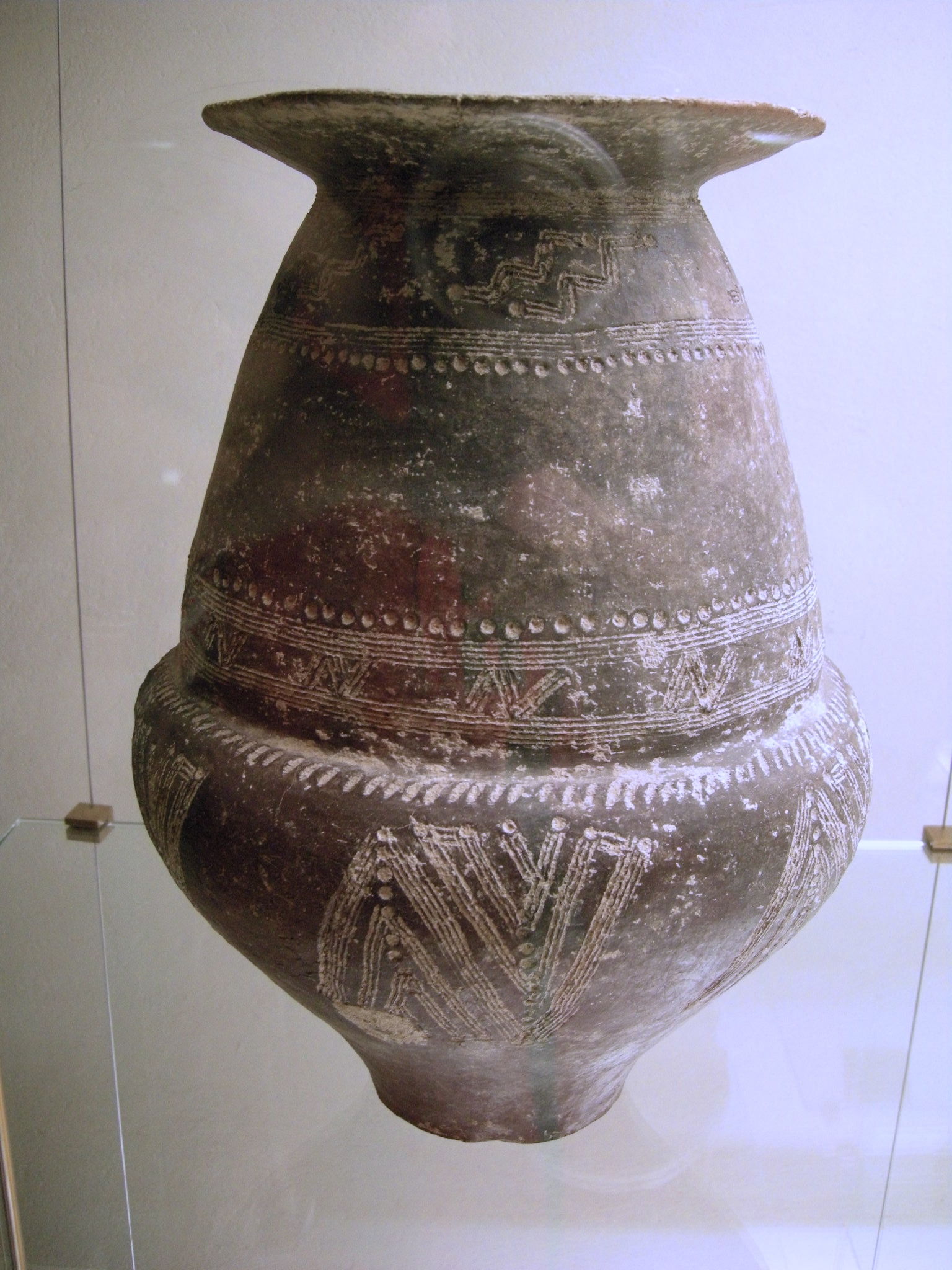
Urna trobada a Tarquínia. (VII a IX aC).

Impasto és un tipus de ceràmica etrusca l'argila de la qual conté un poc de mica o pedres.
També es defineix impasto com una tècnica ceràmica que treballa els vasos de terrissaire a mà, la qual és característica dels temps prehistòrics (fins a l'edat del ferro o un poc més tard) i que utilitza argiles impures amb un cert contingut de sílice.
Una tercera definició diu que es tracta d'una ceràmica brunyida normalment feta amb la roda de terrissaire i decorada amb relleus o impressions. El material amb què es fabricaven estava poc depurat.
Aquest tipus de ceràmica pot tenir decoració geomètrica i tonalitats variades.

## Tipus d0impastos
En funció del color:
- Impasto roig: Molt poc treballat, amb moltes impureses (fonamentalment mica i sorra). Les superficies tenen tonalitats rogenques.
- Impasto marró: Moltes impureses. Tonalitats marrons.
- Impasto gris: Moltes impureses. Tonalitats grises.

Una segona classificació les divideix entre polits i no polits.